# Johnny Castaway
Johnny Castaway é um protetor de tela (em inglês, screensaver).

## História
Lançado em 1992 originalmente para Windows 3.11, mostra a rotina de um náufrago em uma ilha muito pequena, com um único coqueiro. O protetor tem mais de quinze cenas diferentes da vida de Johnny em sua ilha. O tom de humor e aspecto de crônica estão sempre presentes. É possível ver Johnny comer peixes, fugir de tubarões, construir castelos de areia e dormir. Há também uma série de eventos incomuns, tais como uma sereia vindo ao seu encontro, ataque de piratas ou até mesmo o tão aguardado navio para resgate do náufrago, onde Johnny fica tão contente da situação de salvamento que abandona o navio e volta para pequena ilha de tanta empolgação.
É um protetor de tela inteligente, pois ele lê a memória de seu computador e "entende" datas comemorativas: monta pinheirinho de Natal e deseja um Feliz Ano Novo, por exemplo.